# Championnats de France d'athlétisme en salle 2006
Navigation
Édition précédente Édition suivante
Les Championnats de France d'athlétisme en salle 2006 ont eu lieu du 24 au 26 février 2006 au Stadium Jean-Pellez d'Aubière. 

## Palmarès
| Discipline       | Hommes             | Hommes         | Femmes                | Femmes        |
| ---------------- | ------------------ | -------------- | --------------------- | ------------- |
| 60 m             | Ronald Pognon      | 6 s 68         | Christine Arron       | 7 s 06        |
| 400 m            | Brice Panel        | 46 s 70        | Aurore Kassambara     | 54 s 14       |
| 800 m            | Antoine Martiak    | 1 min 49 s 79  | Lætitia Valdonado     | 2 min 4 s 37  |
| 1 500 m          | Mounir Yemmouni    | 3 min 46 s 26  | Maria Martins         | 4 min 26 s 28 |
| 3 000 m          | Vincent Le Dauphin | 8 min 4 s 84   | Bouchra Ghezielle     | 8 min 59 s 81 |
| 60 m haies       | Cédric Lavanne     | 7 s 80         | Nicole Ramalalanirina | 8 s 03        |
| Saut en hauteur  | Mustapha Raifak    | 2,28 m         | Anne-Gaël Jardin      | 1,81 m        |
| Saut à la perche | Romain Mesnil      | 5,65 m         | Vanessa Boslak        | 4,30 m        |
| Saut en longueur | Salim Sdiri        | 8,23 m         | Céline Laporte        | 6,40 m        |
| Triple saut      | Karl Taillepierre  | 16,90 m        | Teresa Nzola Meso     | 13,85 m       |
| Lancer du poids  | Gaëtan Bucki       | 19,70 m        | Laurence Manfredi     | 17,19 m       |
| 3 000 m marche   | -                  | -              | Christine Guinaudeau  | 13 min 7 s 87 |
| 5 000 m marche   | Denis Langlois     | 20 min 20 s 16 | -                     | -             |
| Pentathlon       | -                  | -              | Marie Collonvillé     | 4 549 pts     |
| Heptathlon       | Rudy Bourguignon   | 5 801 pts      | -                     | -             |